# نونة
نُونَة هي قرية أثرية تقع على سفح جبل بجوار العقم في مديرية الحداء محافظة ذمار وتحاط القرية بسور عظيم ذات أبواب وبها مسجد الناصرية ولا زالت آثارها ماثلة وقائمة إلى يومنا هذا ويوجد بها آثار لسد الخانوق وعليه كتابات حميرية قديمة. وتعتبر من أكبر القرى وأقدمها في المنطقة وامتداد جذورها للعصر الحميري نظراً لما تحتويه من آثار وصخور عليها كتابات حميرية وأيضاً لوجود سد قديم به نقوش حميرية قديمة

## التسمية
النُّوْنَةُ في لغة الحَدَاء ، بل وفي لغة مَذْحَجَ ، هي علامة على جبين الحصان أو الثور يكون لونها مخالفاً لسائر لون بقية جسده ، كما أن النونة هي قلادة فضية تتزين بها النساء بوضعها على منطقة الجبين. وتمتد هذه التسمية بمعناها إلى اللغة الحِمْيَرِيَّة القديمة.
والنونة في معاجم اللغة العربية هي الحفرة الموجودة أسفل الذقن ، وتعرف عند العرب في العصر الحديث بالغَمَّاز.
جاء في معجم لسان العرب لابن منظور: وَالنُّوْنَةُ: النَّقْبَةُ فِيْ ذَقَنِ الصَّبِيِّ الصَّغِيْرِ. وَفِيْ حَدِيْثِ عُثْمَانَ بْنَ عَفَّانَ (رض): أَنَّهُ رَأَىْ صَبِيَّاً مَلِيْحَاً ، فَقَالُ: (دَسِّمُوْا نُوْنَتَهُ) أَيْ سَوِّدُوْهَا لِئَلاَّ تُصِيْبَهُ الْعَيْنُ.
ويرى الكثيرون أن تسمية القرية بهذا الاسم أتى من موقعها الجغرافي كونها تقع على رأس جبل يتوسط الوادي الخصب. كما يقال: إن التسمية أتت من كونها تحتل قمة وأعلى منطقة الحداء وتمثل قلب المنطقة وبوابتها.
كما يقال: إن الوادي كان يسمى وادي نون ، أو وادي ذي نون ، ومنه أتت التسمية.

## الموقع
تقع نونة في الجزء الغربي لقبيلة الحداء ، وتبعد عن مدينة مَعْبَر قرابة تسعة كيلو مترات. كما تبعد عن مدينة زِرَاجَة عاصمة الحداء أربعة كيلو مترات من جهة الشمال.
كانت مساحتها الأصلية تعادل مساحتها الحالية بأكثر من عشرين ضعفاً ، أي أن أكثر من (15) قرية من القرى الموجودة الآن لم تكن موجودة أصلاً ، وكانت جزءً من قرية نونة. وهذا الكلام مُوَثَّقٌ لدينا في البَصَائِرِ ، وهي وثائق المِلْكِيَّة الشرعية للأملاك والأراضي الزراعية. ومنها ما هو مَرقُوم على الجلود منذ أكثر من ألف سنة!!

## المعالم الأثرية والتاريخية
كما هو معروف أن منطقة الحداء كانت معقلاً شهيراً من المعاقل الحِمْيَرِيَّة في اليمن، فقد كثرت المواقع الأثرية الباقية فيها إلى الآن ، ففيها بينون وفيها النفق المنحوت في بطن الجبل ليخترقه وتمر فيه السيول إلى الوادي الخصب بمخلاف ثَوبَان ، وهي التي يقول فيها حسان بن ثابت:
وَقَد كانَ في بَينُونَ مُلكٌ وَسُؤدُدٌ وَفي نَاعِطٍ مُلكٌ قَديمٌ وَمَفخَرُ
نَاعِطٌ: جبل في قبيلة حاشد شمال صنعاء بقرابة (60) كيلو متر ، وهو من المعاقل الحميرية الشهيرة أيضاً.
وفيها النخلة الحمراء بمخلاف الكُمَيم ؛ وفيها الأنفاق البديعة المنحوتة في الجبال. وغيرها الكثير الكثير من الآثار الحِمْيَرِيَّة.
ولقرية نونة نصيب واسع ، إذ ما زالت تحتفظ بكثير من المعالم الأثرية للدولة الحِمْيَرِيَّة منها:

### قرية نونة القديمة
وهي الآن خرائب لا سُكْنَى بها ، وبها مَرَادِم حَجَرِيَّة عملاقة مرصوصة بدقة ومبنية بإحكام تظهر في الجهتين الجنوبية والشرقية ، وهي مما بناه الملك الحِمْيَرِيّ الخالد شمر يرعش. ومن أبرز معالم القرية القديمة: جُبَا جندب[ما هي؟]
ويُمَثِّلُ الواجهة الغربية للقرية القديمة ، والمطلة على وادي نونة الخصب. وتقع قرية نونة القديمة على جبل يتوسط الوادي الزراعي ، إذ يحيط به الوادي من الجهات الأربع. وللقرية سور شامخ متين البنيان ، يحيط بها كإحاطة السوار بالمعصم. وللسور بابان فقط ، في الجهة الغربية باب المَخْلَفَة ، وفي الجهة الشرقية باب البَلَد. وقد خربت القرية القديمة وتهدم سورها عدة مرات ، نتيجة حوادث طبيعية وبَشَرِيَّة ، فقد قام الأتراك بتخريب نونة وتحريقها في نهاية القرن التاسع عشر الميلادي ، إثر واقعة شهيرة اجتمعت فيها قبائل الحداء في نونة لحرب الأتراك ، وعلى إثر ذلك وبفعل خيانات بعض الأفراد من قبيلة الحداء ، وبفعل أسلحة الأتراك الحديثة ، فقد انهزمت الحداء واحتل الأتراك نونة ودكوا حصونها بمدافعهم الثقيلة ، وأحرقوها وعاثوا ولاثوا فيها ، وأتلفوا المحاصيل الزراعية ، حتى الحبوب في المدافن أحرقوها.
والمَدَافِنُ: جَمْعُ مَدْفَنٍ ، وهو حُفرَةٌ يَتِمُّ اِتِّخَاذُهَا في الصُّخُورِ الصلبةِ ، بحيث تكون بعيدةً عن الرطوبةِ ، ويتمُّ تخزين الحُبُوب فيها وقتَ الرَّخَاء وإخراجها في وقت الشِّدَّة والجُوع. وعند فتحها وهي مليئة بالحبوب المخزونة تكون لها حرارةٌ عاليةٌ بحيث لو دخل فيها رجل لهَلَكَ لساعته. ولهذا يتمُّ فتحُهَا وتركُهَا لتَبرُدَ وتفقِدَ حرارتها ، ثم يتم استخراج الحبوب منها وهي سليمة.
كما خربت القرية الأثرية بفعل الزلزال المدمر الذي ضرب المنطقة عام 1982م. وفوق هذا تعرضت القرية القديمة للتخريب العشوائي من بعض سكان قرية نونة. وخصوصاً من القُطَرَاء[ما هي؟]
وهم السكان القادمون من خارج القرية ، الوَاحِدُ: قَطِير.
ومع ذلك فما زالت بعض آثارها باقية إلى الآن.
وكانت قرية نونة القديمة مقسمة إلى مناطق أو حارات ، فالجهة الغربية من القرية تسمى المَدَقَّة السَّودَاء ويوجد بها باب المَخْلَفَة ، والجهة الشرقية تسمى: باب البلد ، والجهة الجنوبية تسمى العَرَقَة ، وقد كانت مسكناً لليهود.

### مسجد الناصرية الأثري
يقع في القرية القديمة ، وما زالت آثاره باقية إلى الآن ، ويحتاج للتجديد والترميم ، وبه بركة عظيمة ما زالت ماكثة إلى الآن ، وما زال القَضَاضُ باقياً فيها.
والقَضَاضُ هو مواد للصَّهْرَجَة والتَّمْلِيسِ كالإسمنت ، بل أشد قوة منه بكثير.
وكان مسجد الناصرية المذكور يحتوي على أكثر من (17) مصحفاً أثرياً ، وما يزيد على (20) مخطوطة منوعة في الفقه والحديث والتاريخ ، وجميعها مكتوبة بخط اليد ، منها ما يعود تاريخه إلى سنة (300هـ) ، وكانت كلها موجودة إلى مدة قريبة ، ولما هُجِرَتِ القرية القديمة بعد زلزال عام 1982م ، بقيت المصاحف والكتب داخل مسجد الناصرية ، ثم خاف الناس عليها من الأمطار والفئران ، فتم إنزالها إلى مسجد الدَّبَبِ بالقرية التي بُنِيَت أسفل الجبل في الجهة الغربية منها ، وظلت هناك لأكثر من عشرين سنة ، إلى أن قام بسرقتها بعض المنافقين الذين يتسترون بلباس الدِّين ، وهم ممن يتاجرون بدين الله ، وباعوها بمبالغ باهضة ، ولم يُعرَف الجاني إلى مدة قريبة ، حيث تفاضح السُّرَّاقُ ، وكشف بعضهم بعضاً ، ولكن بعد فوات الأوان!

### سد الخَانُوق الأثري
والذي بناه شمر يرعش ، وافتتحه أحد أبنائه ، وما زالت النقوش المُخبِرَة بذلك موجودة إلى وقتنا الحالي.

### رابعاً: سَدُّ نُونَة
وهو سد عظيم مدفون بالأطيان ، وموضعه الآن منطقة واسعة يطلق عليها اسم السد ، تحتوي على جِرَبٍ زراعية. والجِرَبُ ، على وزن قِرَبٍ: جمع جِرْبَةٍ ، وهي الأرض الزراعية المعلومة المساحة والحدود.

### سَدّ عَقْم نُونَة
وهو سد متوسط الحجم لا زالت آثاره باقية إلى الآن ، وقد ظهر في وقتنا الحالي قرية تسمى العَقْم ، ولكن التسمية الأصلية هي عَقْمُ نونة ، وذلك أن العَقْمَ والمَعْقَمَ في لهجة الحَدَاء تعني العَتَبَة ، أي عَتَبَة الباب ، فكأن عَقْم نونة هي عَتَبَة وادي نونة الخصب ، فمِنْ بعدها يبدأ الوادي الخصب.

### سادساً: حصن (أبو سند)
يعتبر من أبرز معالم قرية نونة، وهو حصن قديم متين البُنيان قوي التحصين، يقع في الجهة الشمالية للقرية على رأس تَلٍّ عالٍ، وما زالت آثاره باقية إلى وقتنا الحالي. وبه بركة ماء واسعة ، مُقَضَّضَة ، وكان مرتفعاً أكثر من ستة أدوار فيما مضى، وقد تعرض للتخريب من قبل الأتراك، ثم بفعل الزلزال المدمر عام 1982م. وهو الآن خراب يشكو الإهمال!

### سابعاً: حَمَّةُ الفِيل
الحَمَّةُ في لهجة الحَدَاء هي الحَرَّةُ أي الهَضَبَة المرتفعة العالية ذات الحجارة السوداء. والفيل: نسبة لأسرة كانت تسكن نونة قديماً ، وقد انقرضت الآن. وحَمَّةُ الفِيل: هضبة مرتفعة ، تقع في الجهة الغربية لقرية نونة القديمة ، وهي أقل ارتفاعا منها. وبها آثار حِمْيَرِيَّةٌ عظيمة ، منها أساسات عظيمة جداً من أحجار سوداء كبيرة ، محفور عليها نقوش مُسْنَدِيَّة بالحِمْيَرِيَّة. ومن ترجمة هذه النقوش اتضح أنها لأقوام سكنوا هذه المناطق قبل أكثر من ألفي عام ، ومما قرأناه عليها وترجمناه أسماء لقبائل منها: ذي جَارِم ، ذي كَارِب ، وغيرها.

### ثامناً: خَرَائِبُ الذَّرِّ
وهي آثار لقرى هالكة ، نتوارث عن الأجداد أن الله أهلكهم بالذَّرِّ (الذَّرُّ: صِغَارُ النَّمْلِ) ، وعندما ترى آثارها ترى عَجَبَاً!
أولاً: تدرك أن المنطقة كانت عامرة بالسكنى والحضارة والنعيم.
وثانياً: تدرك أن هلاكهم كان بصورة قاسية ، إذ يتضح لك أن المنطقة قد طُحِنَتْ طحناً ، فعندما ترى البيوت الطبيعية للذر وتتمعن في هيئتها وكيفية بناء تلالها وتكوين الحجارة ورصفها ، فإنك تجد خرائب الذر هذه نموذجاً مُكَبَّرَاً لبيوت الذر!! فكأن هناك ذَرَّاً أو نملاً عملاقاً هو من شكل تلك الأشكال! ولله في خلقه شئون.

### تاسعاً: الهَجَرُ
وهي منطقة في وسط وادي نونة الخصب ، ويلاحظ أن كلمة الهَجَر أو الأَهْجِر هي من الكلمات الحِمْيَرِيَّة القديمة التي تشير إلى أماكن قُصُور وحصون الحُكْم ، والدليل القاطع على ذلك أن التنقيبات والاكتشافات الأثرية اليوم تجد آثاراً عظيمة وكنوزاً كثيرة في هذه المناطق. ونجد أن هذه التسمية تتكرر في مختلف مناطق اليمن قاطبة ، بل وفي مناطق الجزيرة العربية.
قالَ الهمدانيُّ في صِفَة الجَزِيرَة: والهَجَرُ: القَريَةُ بِلُغَة حِمْيَرَ والعَرَبِ العَارِبَة ، فمنها هَجَر البَحرين وهَجَر نَجْرَانَ وهَجَرُ جَازَانَ وهَجَرُ حَصَبَة مِنْ مِخْلاَفِ مَأْذِن. انتهى. قالَ القاضي الأَكْوَعُ مُحَقِّقُ صِفَة الجزيرة - مُعَلِّقَاً على كلام الهمدانيِّ: العَرَبُ العَارِبَةُ: هي العَرِيقَةُ في العُرُوبَة. ولا زالت الهَجَرُ بالتحريكِ تُطلَق على القريةِ الكبيرةِ إلى هذا العَهدِ ، كما تُطلَقُ على آثارِ وانقاضِ المدينةِ الجَاهِلِيَّة. وكُلُّ هذه الهجرات أنقاضٌ وخَرَائِبُ ليس منها عامرٌ البتة فيما أعلم ، وهَجَرُ حَصَبَة: بفتحِ الحاءِ والصاد المُهْمَلَتَين وفتح الباء المُوَحَّدَة ثم هاء ، وهي في ظاهر الجِرَافِ مِنْ ضَوَاحِي شمال صنعاء بمسافة ثلاثة أميال تقريباً ، ويُقَال لها: الحَصَبَات ، بالجَمْعِ. وهي من مِخْلاَفِ مَأْذِن قديماً ، وقد دَخَلَتِ اليومَ فيما يُسَمَّى صنعاء ، وبها قصور الشيخ البطل عبد الله بن حسين الأحمر. انتهى كلام المحقق.

### عاشراً: غيرها من الأماكن الأثرية
يوجد بها الكثير من المناطق الأثرية ، والتي تفتقر إلى الاهتمام ، وبحاجة إلى اهتمام الدولة والجهات المختصة. كما أن هناك أماكن مجهولة تحتاج إلى التنقيب والاستكشاف.

## نونة اليوم
نونة الآن قرية كبيرة عامرة بالحياة والسكان والزراعة ، وهي أشبه بالمدينة. وتتكون من العديد من الأصرام السكنية أو الحارات ، أشهرها: المَدَقَّة السَّودَاء ، الهَجَر ، جِخَام ، حصن «أبو سند» ، الصفا ، الجُلْبُوب ، غَول جَنْدَب ، وغيرها. ويبلغ عدد سكانها قرابة (ثمانية آلآف) نسمة. وتشتهر بأراضيها الزراعية الخصبة والواسعة ، إذ يوجد فيها قرابة خمسين بئر ارتوازية عاملة ، وهي من أقدم القرى في المنطقة استخداماً للآبار الارتوازية ، ففيها ما يزيد عن (30) بئر ارتوازية منذ أكثر من ثلاثين سنة. وقديماً كانت الآبار اليدوية شائعة فيها بشكل كبير ، وما تزال آثارها باقية إلى الآن ، إلا أنها لم تعد مستخدمة بسبب هبوط مستوى المياه السطحية ، وتناقص مخزون المياه الجوفية بسبب استنزافه للسقي الزراعي بدون ضوابط ومعايير سليمة.
وتزرع مختلف أنواع الحبوب ، كالذرة بأنواعها: الصفراء والبيضاء والحمراء ، والبُرّ ، والشعير ، والسَّقْلَة (نوع من الشعير تكون حبوبه أدق وأصغر) ، والبلسن (العدس) ، والعَتَرُ (نوع من الفول) ، وغيرها.
كما تزرع الخضروات المتنوعة ، كالطماطم والبطاطس والكوسة والخيار والباذنجان ، الخ.
كما تزرع الفواكه ، وأشهرها الرمان ، والفِرسِك (الخوخ) ، والبرقوق (المشمش) ، والعنب بأنواعه: الرازقي والبياض والأسود والعاصمي ؛ والسفرجل ، والبَلَسُ (التِّينُ) بأنواعه: الرومي والرازقي والحماطي والتركي (الشوكي) ؛ والتفاح البلدي ، والتفاح الخارجي (وهو القادم إليها حديثاً).

## البنية التحتية والخدمات[13][14]
- الطرقات: يصل إلى نونة طريق رئيسي مُعَبَّد ، وبقية طرقها الداخلية مشقوقة وشبه مُعَبَّدَة فقط.
- التعليم: يوجد بها مدرسة ثانوية للبنين ، ومدرسة ابتدائية للبنات.
- الكهرباء: وصلتها الشبكة الكهربائية عام 2005م.
- الماء: يتوفر في القرية مشروع بئر ماء مع خزانات عملاقة وشبكة توزيع متكاملة تصل إلى كل بيت في القرية ، لتغذية الاحتياجات المنزلية للسكان. ولا يوجد شبكة تصريف صحي ، كون المنطقة ريفية ولم يصل دورها في التنمية إلى هذه المراحل.
- التلفون: لم يصل إليها التلفون الأرضي بعد ، مع أنه قريب منها ، حيث يتوفر في قرية زراجة ، وهي على بُعد (4) كيلو متر من نونة. وتتوفر فيها خدمات الموبايل ، حيث تتوفر فيها محطات إرسال واستقبال لثلاث شركات اتصالات يمنية ، هي: شبكة يمن موبايل (Yemen Mobile) ، شبكة إم تي إن (MTN) ، شبكة سبأ فون (Sabafon). ولا يوجد بها تغطية للشبكة الرابعة ، شبكة واي (Y-Telecom). ويمكن الوصول لشبكة الإنترنت عبر الموبايل.
- الصحة: تفتقر قرية نونة إلى وجود أدنى تمثيل للخدمات الصحية ، على المُسْتَوَيَيْنِ الحكومي والخاص ؛ إذ لا يوجد فيها مستوصف ولا مركز صحي ولا عيادة ولا صيدلية.
- يوجد في القرية مأمون (كاتب) يتبع وزارة العدل ، يقوم بتحرير وكتابة وتوثيق العقود والمعاملات الشرعية ، بما فيها عقود الزواج ، والبيع والشراء ، وغيرها.
- المساجد: كغيرها من مدن وقرى اليمن ، فهي لا تخلو من وجود أكثر من مسجد فيها ، إذ يوجد بها أربعة مساجد صغيرة ، وما يزيد عن خمسة مُصَلَّيَاتٍ صغيرة متفرقة في نواحيها. وهي بحاجة لبناء مسجد كبير يتناسب مع حجمها السكاني. كما يوجد فيها مسجد الناصرية الأثري ، وهو حالياً مهجور ويحتاج إلى ترميم كامل.
- التجارة والأسواق: تتوفر فيها محلات تجارية صغيرة تقدم للسكان احتياجاتهم اليومية ، كالمواد الغذائية واسطوانات الغاز. وهي في نمو وتطور مستمر. وحالياً يقام في نونة كل صباح سوق واسع لبيع القات ، كما يتم فيه بيع اللحوم الطازجة والدجاج والمأكولات. وينقضي السوق مع وقت الظهيرة.
- بقية الخدمات الحكومية وغير الحكومية التي لا تتوافر فيها ، كالخدمات الصحية ، وخدمات الشرطة ، ومحطات الوقود للسيارات وللآبار الارتوازية ، والمحلات التجارية الكبرى والمتخصصة ، وغيرها ؛ فيتم التعامل معها عَبْرَ مركز مديرية الحداء في زِرَاجَة ، أو مدينة مَعْبَر التي تبعد عنها قرابة (15) كيلو مترات.